# Marcela (montanha)
A Marcela é uma elevação portuguesa de origem vulcânica localizada no concelho de Lajes das Flores, ilha das Flores, arquipélago dos Açores.
Este acidente geológico tem o seu ponto mais elevado a 773 metros de altitude acima do nível do mar. Próximo a esta formação encontram-se a Lagoa Rasa e a Lagoa Funda das Lajes.